# Vieux-Montréal

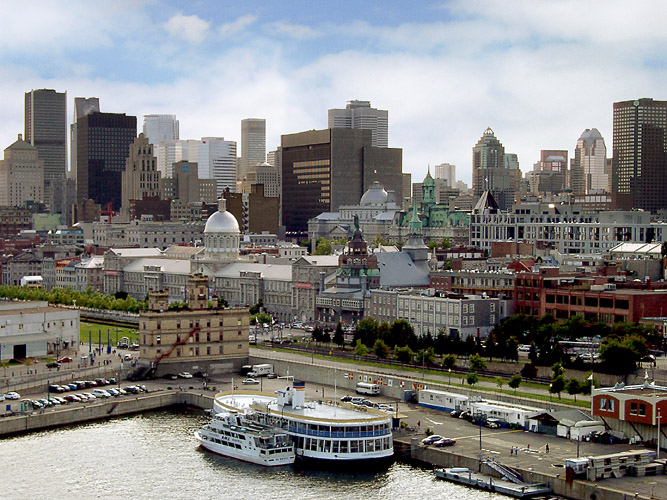
Vieux-Montréal, im Vordergrund der Alte Hafen

Vieux-Montréal (englisch Old Montreal) ist die Altstadt von Montreal. Sie reicht bis ins 17. Jahrhundert zurück und befindet sich im Arrondissement Ville-Marie. Im Süden reicht Vieux-Montreal zur Rue McGill, im Westen zur Ruelle de la Fortification, im Norden zur Rue Berri und im Osten zum Sankt-Lorenz-Strom. Die Regierung der Provinz Québec stellte die Altstadt als arrondissement historique (historischer Bezirk) unter Schutz; darin eingeschlossen ist auch der Alte Hafen von Montreal.

## Geschichte

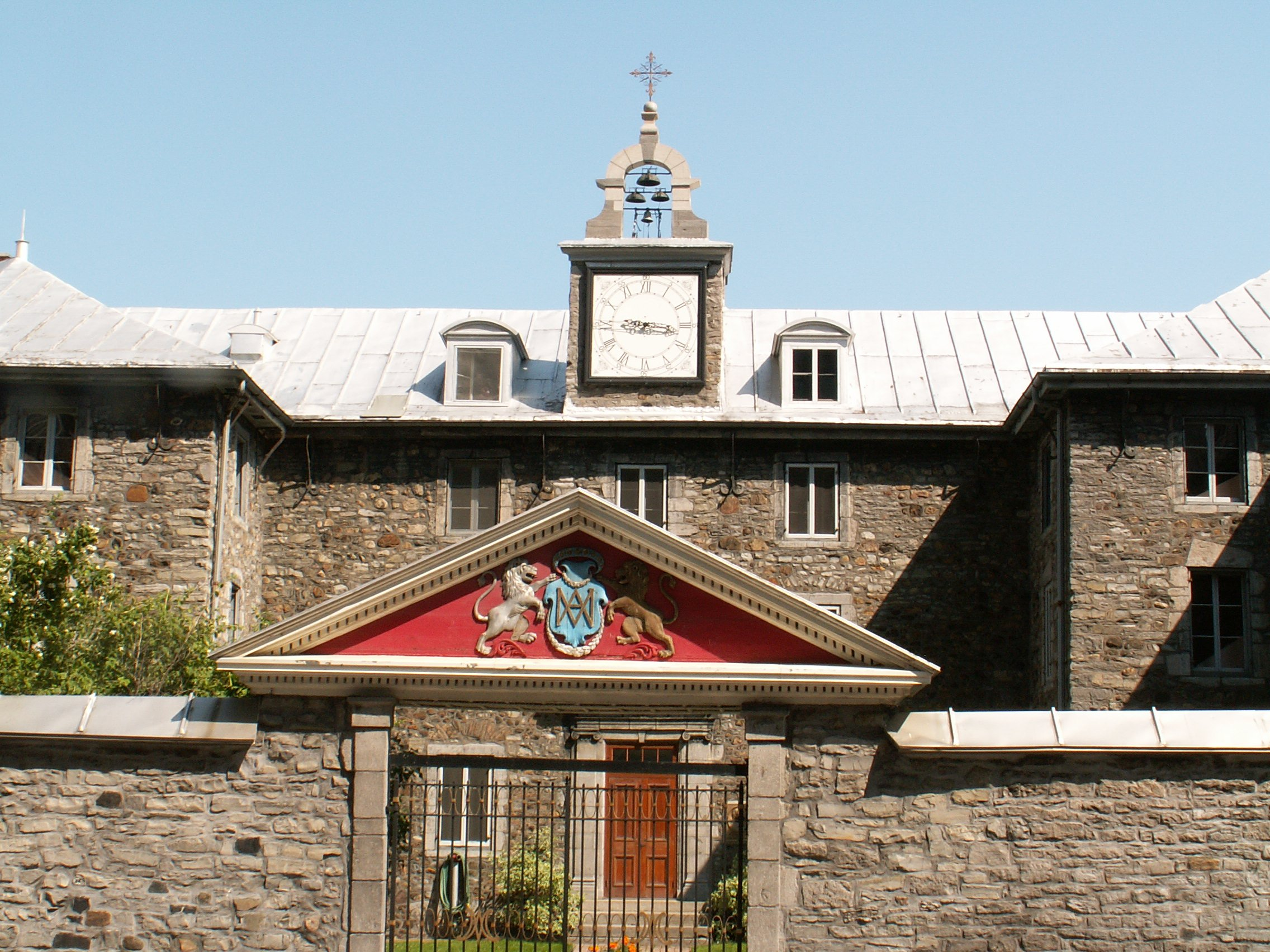
Vieux Séminaire de Saint-Sulpice

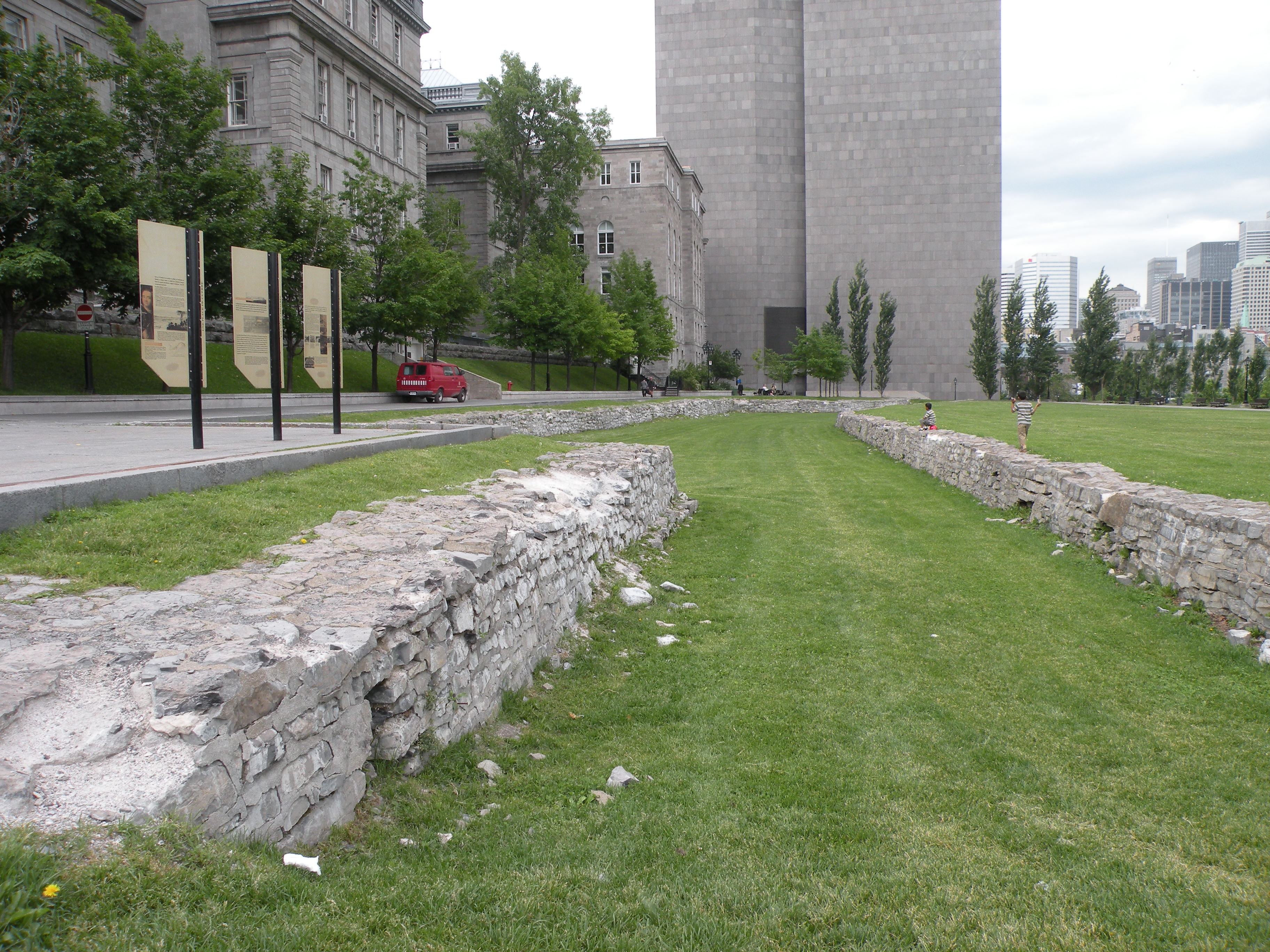
Überreste der Stadtmauern

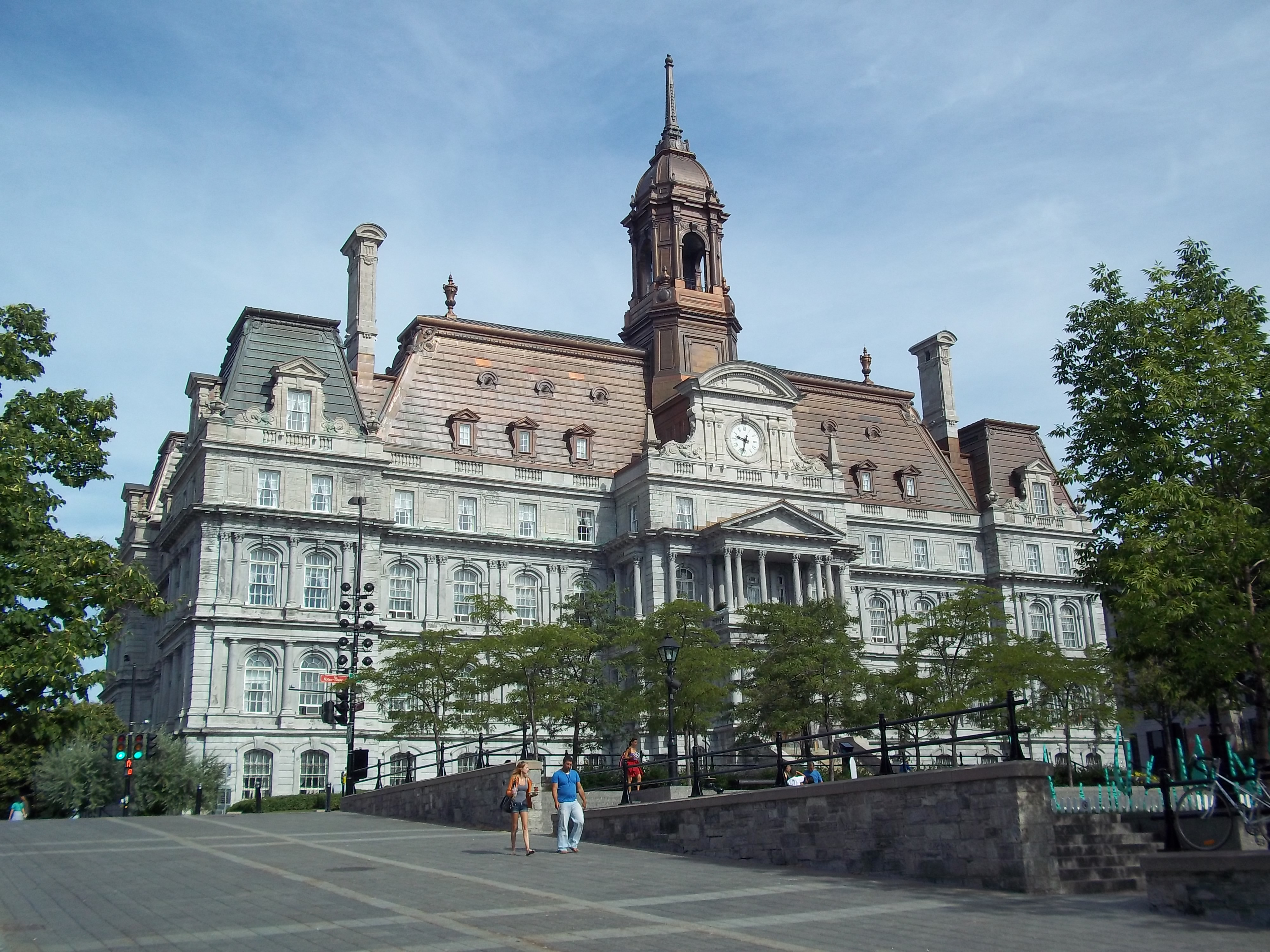
Hôtel de Ville

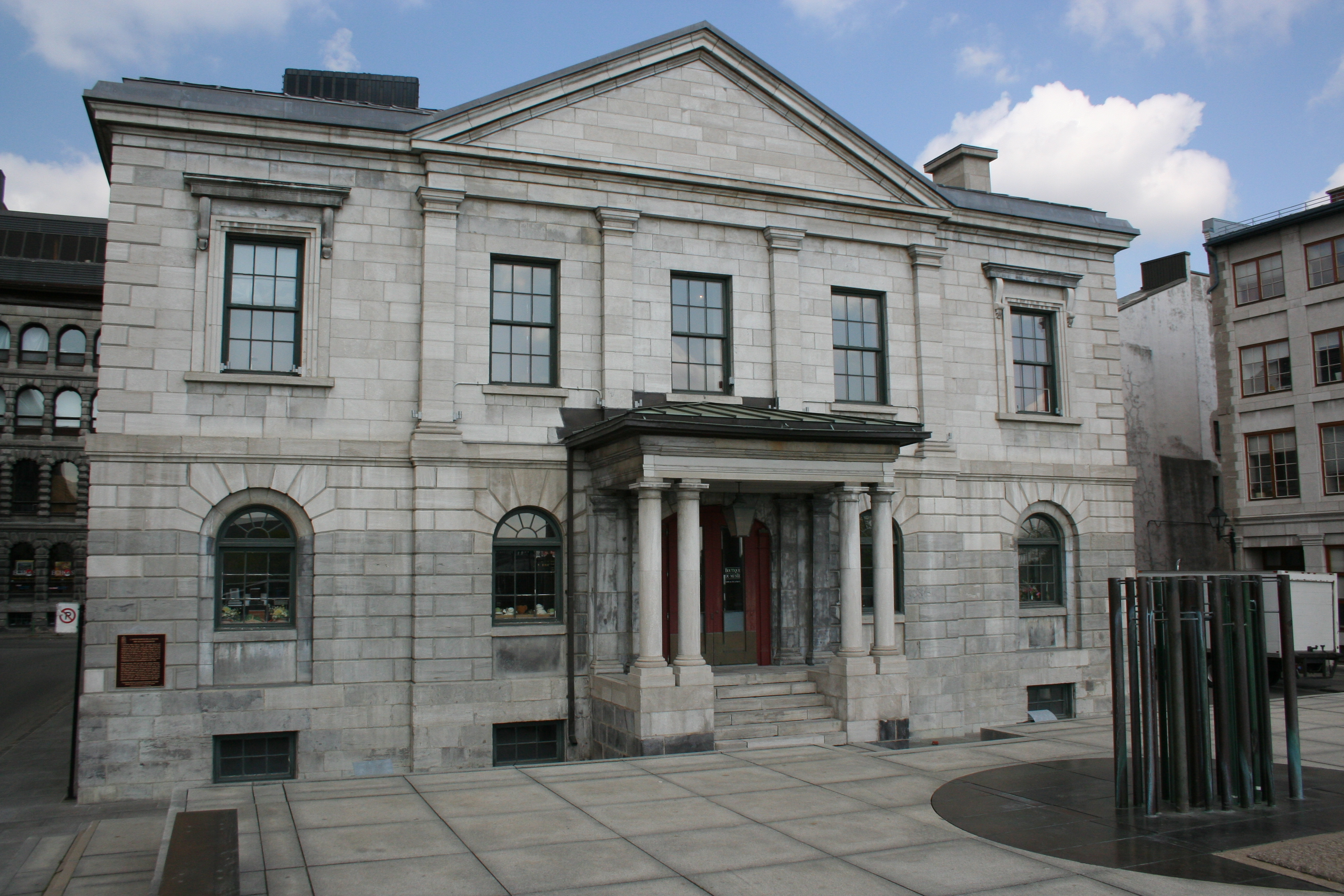
Altes Zollhaus

Samuel de Champlain richtete 1611 einen temporären Pelzhandelsposten ein. Als Standort wählte er eine Landzunge an der Mündung des Flüsschens Petite Rivière in den Sankt-Lorenz-Strom, die Pointe-à-Callière. An derselben Stelle landeten im Jahr 1642 rund 40 französische Kolonisten unter der Führung von Paul Chomedey de Maisonneuve und gründeten im Auftrag der Société Notre-Dame de Montréal die Siedlung Ville-Marie. 1663 ging die Grundherrschaft an den Sulpizianerorden über. Der örtliche Ordensvorsteher François Dollier de Casson nahm 1672 umfangreiche Vermessungen vor und legte ein verbindliches Straßenraster fest. Zu den ersten vermessenen Straßen gehören die Rue Notre-Dame, die Rue Saint-Paul und die Rue Saint-Jacques. Gebäude aus dieser Epoche sind das Hôtel-Dieu de Montréal, das Vieux Séminaire de Saint-Sulpice und die Pfarrkirche Notre-Dame. Das traditionelle Baumaterial ist grauer Kalkstein, der in Steinbrüchen im nördlichen Teil der Île de Montréal abgebaut wurde.
Nachdem die Stadt im Jahr 1687 mit einer Holzpalisade befestigt worden war, entstanden zwischen 1717 und 1738 unter der Leitung des königlichen Baumeisters Gaspard-Joseph Chaussegros de Léry die Montrealer Stadtmauern. Sie waren bis zu 6,4 Meter hoch und 3,5 Kilometer lang; ihr Verlauf entspricht im Wesentlichen der Grenze des heutigen Vieux-Montréal. Von 1804 bis 1817 wurden die Stadtmauern wieder abgerissen, da immer mehr Bewohner aus dem ummauerten Teil in die Vorstädte zogen. Archäologen legten in den 1990er Jahren ein rund 250 Meter langes Teilstück in der Parkanlage Champ-de-Mars, dem ehemaligen Exerzierplatz, frei.
Die Eroberung Neufrankreichs durch die Briten im Jahr 1760 hatte auf die Architektur zunächst keine besonderen Auswirkungen. Bis Ende des 18. Jahrhunderts dominierten weiterhin französisch geprägte Baustile. Am 18. Mai 1765 und am 11. April 1768 zerstörten verheerende Brände fast die Hälfte aller Gebäude. Ein weiterer großer Brand zerstörte am 6. Juni 1803 unter anderem das Gefängnis, die Kirche und die Nebengebäude der Jesuiten. Die Stadt erwarb das frei gewordene Grundstück und richtete darauf einen Marktplatz ein, der 1845 die Bezeichnung Place Jacques-Cartier erhielt. Politische Ursachen hatte ein Brand am 25. April 1849: Als das Parlament der Provinz Kanada beschloss, sämtliche Geschädigten der Rebellionen von 1837, also auch die damaligen Aufständischen, für ihre Verluste zu entschädigen, kam es zu Protesten seitens der anglophonen Konservativen. Eine aufgebrachte Menge steckte nach zweitägigen Straßenkämpfen den Marché Sainte-Anne, das provisorische Parlamentsgebäude in Brand, das vollständig zerstört wurde.
Der britische Einfluss auf die Architektur nahm im Verlaufe des 19. Jahrhunderts stetig zu, zurückzuführen auf die anglophone Dominanz in der Wirtschaft. Die Hauptsitze der bedeutendsten Finanzinstitute und Versicherungsgesellschaften entstanden überwiegend an der Rue Saint-Jacques. Der bevorzugte Baustil war der Neoklassizismus, während für öffentliche Bauten überwiegend die Neugotik zur Anwendung kam. Bedeutende Bauten dieser Zeit sind der alte Justizpalast, das Alte Zollhaus, der Marché Bonsecours und die Basilika Notre-Dame de Montréal. Das Rathaus (Hôtel de Ville) war das einzige neue Gebäude von Bedeutung in der zweiten Hälfte des 19. Jahrhunderts, dessen Baustil französisch geprägt war.
Zu Beginn des 20. Jahrhunderts nahm die wirtschaftliche Bedeutung der Altstadt weiterhin zu. Herausragende Geschäftsbauten entstanden vor allem im Randbereich, wie zum Beispiel die erste Börse, der Tour de la Banque Royale oder das Édifice Aldred. Eine Zäsur brachte ab 1929 die Weltwirtschaftskrise. Die Verlagerung der Hafenanlagen weiter flussabwärts führte dazu, dass viele Handelsunternehmen aus der Altstadt wegzogen und zahlreiche Büro- und Lagerhäuser ungenutzt zurückließen. Dieser Vernachlässigungseffekt verstärkte sich in der Nachkriegszeit, als auch die Finanzbranche sich allmählich aus der Altstadt zurückzog und sich weiter westlich in neu entstehenden Wolkenkratzern ansiedelte.
Verschiedene Stadtplaner betrachteten die verödende und kaum bevölkerte Altstadt zunehmend als Anomalie. Vom Ideal einer autogerechten Stadt geleitet, strebten sie danach, die Straßen zu verbreitern, was den Abriss zahlreicher historischer Gebäude zur Folge gehabt hätte. Als entlang des Flussufers eine aufgeständerte Stadtautobahn geplant wurde, regte sich in der Bevölkerung Widerstand. Angeführt vom niederländischen Stadtplaner Sandy van Ginkel, konnten die Behörden davon überzeugt werden, die vorgesehene Stadtautobahn in den Untergrund zu verlegen. 1964 wurde die Altstadt als arrondissement historique (historischer Bezirk) unter Schutz gestellt. Diese Maßnahme hatte zahlreiche Restaurierungen zur Folge, verlassene Gebäude wurden mit Büros und Wohnungen wiederbelebt. Darüber hinaus entwickelte sich Vieux-Montréal zu einer beliebten Touristendestination.

## Sehenswürdigkeiten
Im Nordwesten:
- Champ-de-Mars

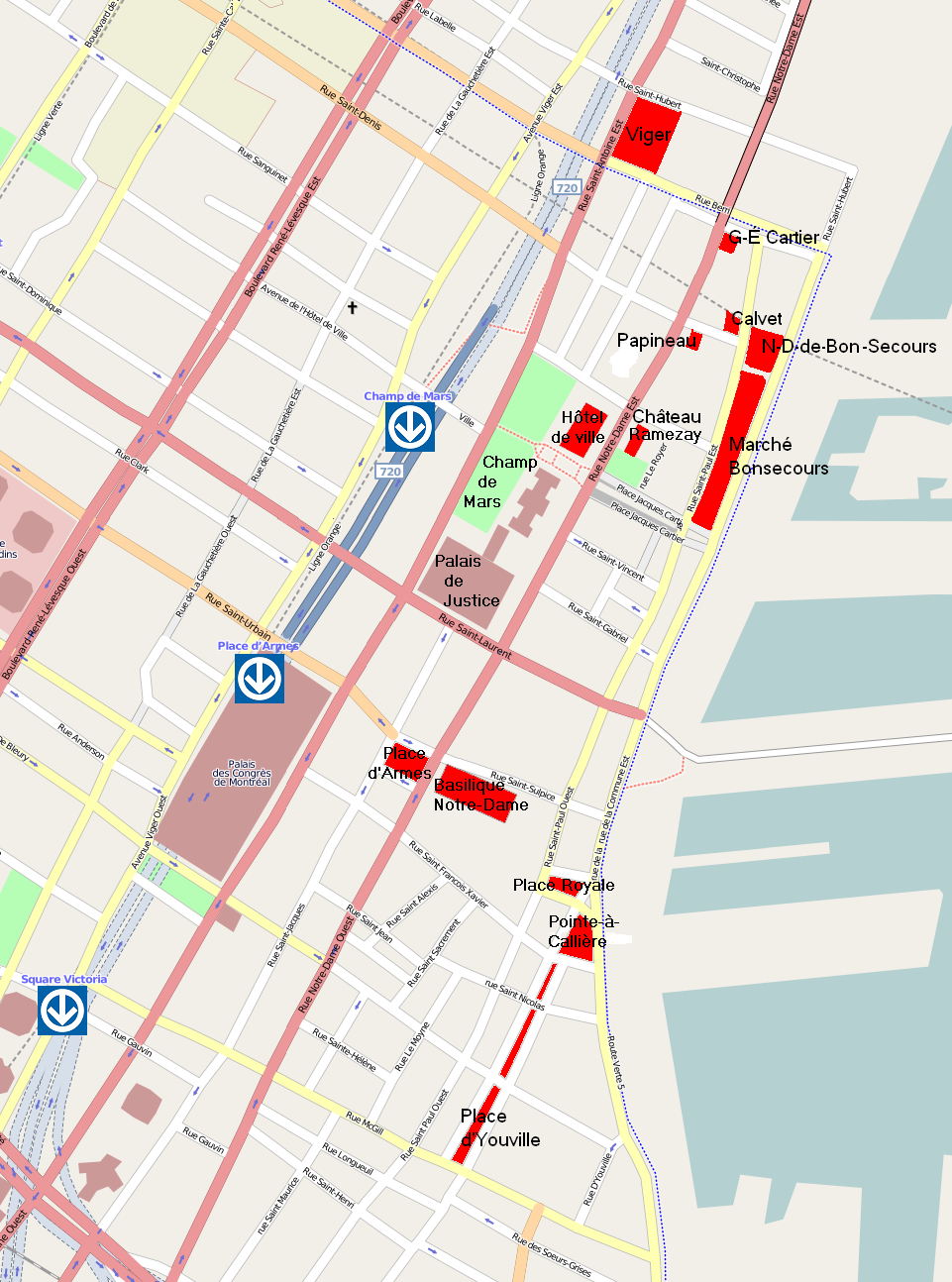
Karte von Vieux-Montréal mit den wichtigsten Sehenswürdigkeiten

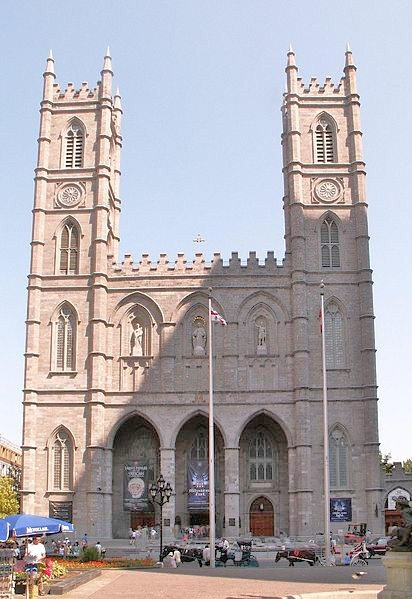
Basilika Notre-Dame de Montréal

- Cour municipale de Montréal (1912–1913)

Im Zentrum:
- Place d’Armes, umgeben von:
  - Gebäude der Banque de Montréal (1847)
  - Édifice New York Life (1887–1889)
  - Édifice Aldred (1929–1931)
  - Basilika Notre-Dame de Montréal (1824–1829)
  - Vieux Séminaire de Saint-Sulpice (1684–1687)
- Überreste des ersten Hôtel-Dieu de Montréal (1645)
- Rue Le Royer
- Tour de la Banque Royale (1926–1928)

Gegen Nordosten:
- Palais de Justice (1971)
  - Édifice Lucien-Saulnier (1856)
  - Édifice Ernest-Cormier (1925)
  - Place Vauquelin
- Hôtel de Ville (1872–1878)
- Place Jacques-Cartier
  - Nelsonsäule (1809)
- Place De La Dauversière
- Château Ramezay (1705, 1756)

Ganz im Nordosten:
- George-Étienne-Cartier-Haus (1848)
- Place Viger (1898)
- Gare Dalhousie (1883–1884)

Im Osten:
- Louis-Joseph-Papineau-Haus (1785)
- Maison Pierre du Calvet (1770–1771)
- Kapelle Notre-Dame-de-Bon-Secours (1771)
  - Musée Marguerite-Bourgeoys
- Marché Bonsecours (1844–1852)
- Maison Cartier (1813)

Im Süden:
- Place d’Youville
  - Centre d’histoire de Montréal
  - Hôpital des Sœurs Grises (1765)
  - Place de la Grande-Paix-de-Montréal
- Pointe-à-Callière
  - Musée Pointe-à-Callière
  - Place Royale
  - Altes Zollhaus (1836–1838)
- Centaur Theatre

## Verkehr
Durch Vieux-Montréal verkehren mehrere Buslinien der Société de transport de Montréal. Am westlichen Rand liegen die U-Bahn-Stationen Champ-de-Mars, Place-d’Armes und Square-Victoria–OACI. Von dort aus kann auch die Montrealer Untergrundstadt unter dem Stadtzentrum erreicht werden. In den Sommermonaten verkehren vom Alten Hafen aus Fähren über den Sankt-Lorenz-Strom nach Longueuil, zusätzlich gibt es ein Netz von Radwegen. Kopfsteingepflasterte Straßen und darauf verkehrende Kaleschen heben das historische Flair der Altstadt zusätzlich hervor.

## Bildung
Am Nordrand des Viertels liegt das Cégep du Vieux-Montréal, 255 Ontario Street East, genau in der Mitte zwischen den U-Bahn-Stationen Berri-UQAM (Metro Montreal) und Sherbrooke (Metro Montreal), mit 6000 neuen Studenten jährlich und der gleichen Anzahl im Bestand. Neben den üblichen Cégep-Bildungsgängen, die denen einer früheren deutschen Fachhochschule ähneln, akzentuiert die Hochschule eine Förderung künftiger französischsprachiger Autoren und anderer Künstler unter ihren Studenten.